# André Lesauvage
André Paul Henri Noël Lesauvage (El Havre, 25 de diciembre de 1890-Harfleur, 29 de mayo de 1971) fue un deportista francés que compitió en vela en la clase 8 Metre. Participó en los Juegos Olímpicos de Ámsterdam 1928, obteniendo una medalla de oro en la clase 8 Metre.

## Palmarés internacional
| Juegos Olímpicos | Juegos Olímpicos         | Juegos Olímpicos | Juegos Olímpicos |
| Año              | Lugar                    | Medalla          | Clase            |
| ---------------- | ------------------------ | ---------------- | ---------------- |
| 1928             | Ámsterdam (Países Bajos) | Medalla de oro   | 8 Metre          |